# Eric Ersson i Vallsta
Eric Ersson i riksdagen kallad Ersson i Vallsta, född 15 januari 1811 i Arbrå församling, Gävleborgs län, död där 21 mars 1872, var en svensk bonde och politiker; representant för bondeståndet i ståndsriksdagen 1847–1848 och 1853–1866, ledamot av andra kammaren 1867–1868 för Västra Hälsinglands domsagas valkrets.
Ersson blev 1841 ensam ägare till familjegården Vallsta och valdes 1847 enhälligt till riksdagsman i bondeståndet för Hälsinglands västra domsaga. Med undantag av 1850 års riksdag, då sjuklighet hindrade hans val, fortsatte han att vid alla riksdagar till och med 1868 representera valkretsen, först i bondeståndet, sedan i andra kammaren.
Till följd av sin duglighet, rättrådighet och oegennytta förvärvade Ersson allmänt och stort anseende och inflytelse samt ansågs de senare åren som den mäktigaste i bondeståndet. Erssons tilltagande sjuklighet bidrog dock väsentligt till att i andra kammaren, där Ersson var med om lantmannapartiets bildande, inte han, utan Carl Ifvarsson kom att ta ledningen bland de gamla ståndskollegorna.
Riksdagarna 1853–1854 och 1856–1858 tillhörde han lagutskottet och vid de övriga statsutskottet, var 1865 medlem av talmanskonferensen, 1866–1867 bankofullmäktig, deltog i två statsrevisioner (1857 och 1860), var en av riksdagens deputerade vid Karl XV:s kröning i Trondhjem samt medlem i kommittén för utredande av frågan om grundskatternas inlösen (1864–1866) och av kommittén för revision av föreningsakten mellan Sverige och Norge (1865–1867). Om arbetet för representationsreformens genomförande inlade han stor förtjänst. I norska frågan 1859–1860 omfattade han den uppfattning, att ståthållarfrågan var av unionell natur, och instämde i alla delar med det av allmänna besvärs- och ekonomiutskottet avgivna skrivelseförslaget rörande Sveriges och Norges ömsesidiga förhållanden samt fick ståndet med sig, men mötte dock motstånd från flera inflytelserika ledamöter, däribland Nils Larsson i Tullus.
Som ledamot av unionskommittén delade han de övriga svenske ledamöternas övertygelse om nödvändigheten att införa ett unionsparlament. I grundskattekommittén förenade han sig med pluraliteten om förslagen, att kronotionden skulle bibehållas orubbad och att av den hemmanet åliggande räntan endast det belopp kunde avlösas, varmed räntan i förening med kronotionden översteg 1/2 proc. av taxeringsvärdet.